# 레지나 데리예프
레지나 데리예프 러시아어: Регина Дериева (1949 – 2013)는 러시안 시인이자 작가로 약 30권의 시집, 수필집을 저술했다. 199년 7월부터 죽음에 이르기까지 스웨덴에서 살았다.
레지나 데리예프 의 책은 영어, 불어, 스웨덴어, 아랍어, 이탈리아어, 중국어, 태국어, 그리스어 외에도 여러나라의 언어로 번역되었다.
그녀가 선별한 시들을 러시아어로 읽은 CD가 1999년 발매되면서 많은 시전문잡지에서 두각을 나타내기 시작했다.
그녀는 토마스 머튼의 시뿐 아니라 현대 미국, 오스트레일리아, 영국, 폴란드 그리고 스웨덴 시들도 번역하였다.그녀는 많은 국제 시축제에 참여하였다.
레지나 데리예프 의 장례식은 2013년 12월 23일 스톡홀름에 있는 가톨릭 교회정원에서 치러졌다. 현재, 그녀의 저술서는 스탠포드 대학에 소장되어 있다.
조지프 브로드스키 (Joseph Brodsky)는 레지나 데리예프 의 시들은 이름만으로도, 그녀의 기교만으로도 그녀의 것이라고 강조하면서 데리예프를 위대한 시인이라고 불렀다.
“진정한 저자는 시와 자유 바로 그 자체이다. 나는 오랫동안 나의 동포들에게서도 영어권 시인들에게서도 레지나 데리예프처럼 시를 쓰는 사람을 만나보지 못했다.”
Tomas Venclova는 레지나 데리예프는 다른 무엇보다도 더, 크리스챤 시인이고, 그들이 영국인, 프랑스인, 또는 러시아인이든, 길게 줄 지어있는 형이상학파 시인들의 훌륭한 계승자라고 명시했다. 결코 부풀려진 미사여구나 교훈이 아닌 그녀의 시들은 인생, 고통, 죽음에 대한 진지하고 두려움 없는 태도를 의미하는 크리스챤 체험의 핵심에 다다랐다.
복음과 예언서의 형상과 구문은, 종말론적 예감과 신비스러운 희망이 그녀의 세계관의 축을 형성했던 것처럼 그녀에게는 자연스러운 요소였다.
Les Murray는 Derieva's Alien Matter (외계의 사물)의 뒤 표지에 “과학은 우주의 80%는 이른바, 어두운 것(알 수 없는 것)으로 구성되어 있다고 가르친다” 라고 썼다.
레지나 데리예프는 아주 힘든 학창시절에 이와 같은 사실을 알게 되었다. 그러나 그녀는 그것에 동의하지 않는다.
그녀는 우리에게 있는 상처 입은 진실은, 예를 들면 승리는 전투로 씻어진다는 감탄의 관점을 가리키고 있다는 것을 알고 있다.
그녀의 엄밀하고 간결한 시들은 결코 그 방향에서 흔들리지 않는다.